# 科洛佳日內 (日托米爾州)
50°4′16″N 27°41′58″E / 50.07111°N 27.69944°E

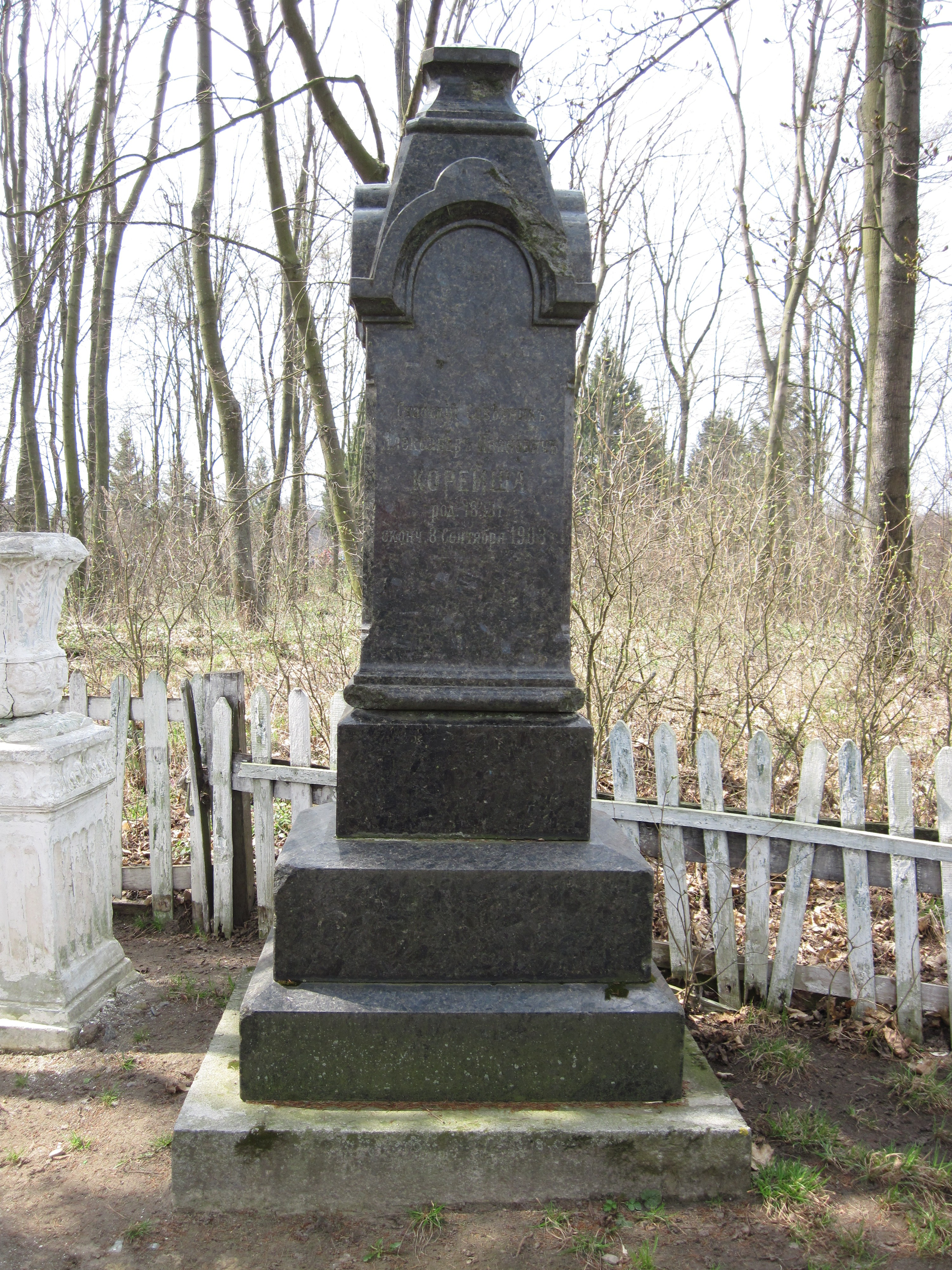
当地名人墓碑

科洛佳日内（烏克蘭語：Колодяжне）是位於烏克蘭北部日托米爾州日托米爾區米罗皮尔市镇的村莊，始建於1500年，面積219.7平方公里，海拔高度249米，2001年人口637。